# Avenida de Alberto Alcocer
La avenida de Alberto Alcocer es una avenida de la ciudad española de Madrid. Nombrada así por Alberto Alcocer y Ribacoba, alcalde de Madrid del 5 de octubre de 1923 al 3 de julio de 1924 durante la dictadura de Miguel Primo de Rivera y del 28 de marzo de 1939 al 15 de marzo de 1946 durante la dictadura de Francisco Franco. 

## Descripción e historia
La vía discurre enteramente por el distrito de Chamartín con sentido este-oeste. Con inicio en la plaza de Cuzco, punto de intersección en el paseo de la Castellana, termina prolongada por la calle de Costa Rica en las proximidades de la plaza de la República Dominicana en la intersección con la calle de Bolivia. Sirve como límite entre los barrios de Hispanoamérica y Nueva España, que deja al sur y al norte, respectivamente.
La calle está dada de alta en el registro del Ayuntamiento de Madrid desde el 16 de marzo de 1960.

## Arquitectura
- Hotel NH Eurobuilding
- Torre del Complejo Cuzco, edificio de 100 metros de altura y 25 plantas.
- Fundación Olivar de Castillejo
- Iglesia de San Fernando